# Гиповитаминоз E
Клинические проявления недостатка витамина E встречаются довольно редко. Дефицит токоферолов может возникнуть при синдроме нарушения всасывания и стеаторее, при удалении части тонкого кишечника, а также при длительном недостаточном употреблении растительной пищи и растительных жиров, при воздействии некоторых факторов промышленного химического производства. 
Недостаток витамина E может наблюдаться у новорожденных детей, поскольку токоферолы плохо проникают через плаценту. Следствием дефицита витамин E может явиться гемолитическая анемия, ретинопатия, нарушение зрения, липофусциноз.  У новорожденных в силу Е-витаминной недостаточности может развиться внезапная смерть. Имеется точка зрения, что бронхопульмональная дисплазия является следствием дефицита витамина E у плода.
Лечение - препараты витамина E.

## Гиповитаминоз E у животных
Это хроническое заболевание, характеризующееся нарушением функции размножения, перерождением и некрозом печеночных клеток, токсической гепатодистрофией. Регистрируется у животных всех видов. У взрослых животных протекает без выраженных клинических признаков, а у молодняка крупного рогатого скота и овец — в форме беломышечной болезни и перерождении печени, у свиней — некроза печени.